# Er France
Er France ist ein deutsch-französisches Independent-Duo bestehend aus der aus Lyon stammenden Sängerin Isabelle Frommer und dem Düsseldorfer Gitarristen André Tebbe.

## Geschichte
Die Musikgruppe debütierte 2004 mit der LP Petites Filles Back in Town. 2007, 2010 und 2015 folgten weitere Alben. Im Studio und live wird die Band von Andreas Simon am Bass und Janosch Brenneisen am Schlagzeug ergänzt.

## Soundtrack
Den Titel Sing Song Girl von ihrem dritten Album wählte Fatih Akın für den Soundtrack für seine Komödie Soul Kitchen (2009) aus.

## Diskografie
- Petites Filles Back in Town (2004)
- Ex Saint (2007)
- Pardon My French, Chéri! (2010)
- The Great Escape (2015)

## Einzelbelege
1. ↑  erfrance.de: Presse // Downloads (Memento vom 19. Juli 2010 im Internet Archive)
2. ↑  motor.de: Making Of: Pardon My French, Chéri! (Memento vom 6. September 2012 im Webarchiv archive.today)